# Поєнешть-Дял
Поєнешть-Дял, Поєнешті-Дял (рум. Poienești-Deal) — село у повіті Васлуй в Румунії. Входить до складу комуни Поєнешть.
Село розташоване на відстані 263 км на північний схід від Бухареста, 15 км на південний захід від Васлуя, 64 км на південь від Ясс, 133 км на північ від Галаца.

## Населення
За даними перепису населення 2002 року у селі проживали 123 особи, усі — румуни. Усі жителі села рідною мовою назвали румунську.